# 베리베리의 음반 목록
다음은 대한민국의 보이 그룹 베리베리가 발매한 음반 목록이다.